# Legato

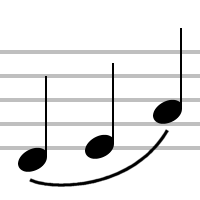
Figura 1. Legato.

Legato (en italiano, "ligado") en notación musical es un signo de articulación representado mediante la ligadura de expresión o ligadura de articulación, que indica un modo de ejecución de un grupo de notas musicales de diferentes alturas. Las notas afectadas se deben interpretar sin articular una separación entre ellas mediante la interrupción del sonido.
La técnica interpretativa variará en función del instrumento musical que deba ejecutar el signo de articulación.

## Representación gráfica
Este signo de articulación puede aparecer representado en las partituras o partichelas de tres maneras diferentes:
- La palabra legato escrita sobre el pasaje que se tocará conforme a dicha articulación. Esta opción se suele emplear, añadiendo el término legato al inicio, cuando la indicación afecta a un pasaje muy largo o bien a todo un movimiento de una pieza. En este caso, no se pide una unión exhaustiva de todas las notas que quedan enmarcadas, sino que se espera que sean conveniente separadas por fraseo además de por las respiraciones pertinentes, dentro de un clima general de legato.
- La abreviatura leg. escrita encima de la nota o pasaje que se tocará conforme a tal indicación.
- Una línea arqueada que generalmente se coloca por encima de las notas[1] si las plicas apuntan hacia abajo y por debajo si las plicas apuntan hacia arriba. En el caso de las redondas que carecen de plicas, se actúa como si la tuviesen; de tal forma que la ligadura se arqueará hacia arriba o hacia abajo en función de su ubicación en el pentagrama. Por último, cuando las direcciones de las plicas son distintas la ligadura se presenta siempre arqueada hacia arriba.

Figura 2. Ligaduras de expresión.

Cuando dos instrumentos escritos en el mismo pentagrama tienen frases en legato con las mismas figuras musicales, es habitual contar con dos conjuntos de ligaduras aunque en algunas partituras solo se utiliza uno y se entiende que se aplica a ambos instrumentos.

## Usos y efectos
Una ligadura de articulación agrupa varias notas indicando que el pasaje debe interpretarse o cantarse de manera suave y sostenida sin interrupción perceptible entre las notas. Esto quiere decir que la primera nota no deja de sonar hasta que se oye la siguiente. Esta indicación se puede decir que es lo opuesto al staccato, lo cual no significa que no haya articulación alguna, sino que ésta es muy suave.

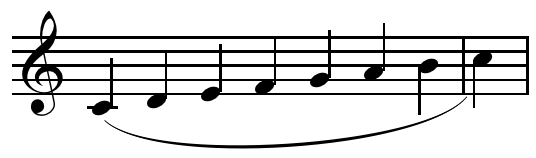
Figura 3. Escala diatónica de Do, legato.

Las notas que no tienen que estar necesariamente a la misma altura y pueden ser de diferentes tipos. Una ligadura de articulación puede abarcar más de dos o varias notas al mismo tiempo. En ocasiones incluso abarca varias compases de música.

## Diferenciación de signos similares
La ligadura de expresión no debe ser confundida con otros signos musicales similares. 
- La ligadura de prolongación es similar solo en apariencia. Se trata de una línea curva que une dos notas que se encuentran a la misma altura, añadiendo a la primera nota el valor de la segunda.
- La marca de frase es una línea curva que se extiende sobre un pasaje que es visualmente indistinguible del legato e indica que el pasaje debe ser interpretado como una sola frase.

En las composiciones musicales podemos encontrar pasajes en los que varias notas seguidas aparecen unidas con ligaduras de prolongación. Tal sucesión también puede formar parte al mismo tiempo de una frase más grande recogida en una ligadura de expresión o en una marca de frase. En estos casos, los distintos tipos de ligaduras deben utilizarse de forma simultánea y claramente diferenciable.

## Técnicas interpretativas
La manera de ejecutar esta articulación varía en función del tipo de instrumento que se trate. 

### En música vocal
En canto clásico, el legato puede definirse como una serie de vocales sostenidas con una interrupción mínima para las consonantes.
Un buen legato suave, habitualmente llamado "la línea", sigue siendo una necesidad para cualquier cantante clásico de éxito. Era una característica clave del estilo de vocalismo del bel canto que imperaba entre los profesores e intérpretes de voz durante el siglo XVIII y las primeras cuatro décadas del siglo XIX. En la música vocal clásica europea cualquier frase que no esté marcada explícitamente con indicaciones de articulación, como el staccato, se espera que sea cantada legato. Por lo general, el problema más frecuente respecto al legato vocal es el mantenimiento de la "línea" a través de los registros.
En el aprendizaje del canto, el legato se aplica para obtener el mezza di voce y ligar el passaggio. Al cambiar la frecuencia de un sonido sin interrumpir la vibración del labio vocal, este tiene que cambiar la relación entre volumen móvil y volumen vibrante del músculo vocal. Así se ligan voz de cabeza y voz de pecho.
En la música vocal generalmente se utiliza este tipo de ligadura para marcar las notas que son cantadas sobre una sola sílaba, es decir, un melisma. 
A través del legato se construye el fraseo musical. En música vocal se habla frecuentemente de un arco semántico. Eso significa que todas las palabras de una frase del texto son unidas en un arco de legato según su sentido semántico.
Existen otros puntos de vista menos ortodoxos. Por ejemplo Kendra Colton, miembro del profesorado del Departamento de Voz en el Conservatorio de Oberlin, defiende la separación de las frases en dos o tres unidades de palabras, así como la adición de grandes articulaciones separadoras entre cada unidad y antes de cualquier palabra que empiece por una vocal.

### En instrumentos de viento
En la música para instrumentos de viento señala que las notas se debe tocar sin necesidad de utilizar la lengua para rearticular cada nota, es decir, sin tonguing.
El legato prohíbe la respiración entre las notas ligadas. Para evitar esa limitación en algunos instrumentos de viento se aplica la técnica de la respiración circular.

### En los instrumentos de cuerda frotada
En la música para instrumentos de cuerda frotada el legato consiste en que las notas sean tocadas en un solo movimiento del arco, de forma que suenen unidas. En realidad, se interpretan con un silencio brevísimo entre las notas, pero a menudo es casi imperceptible. Tal resultado puede obtenerse mediante movimientos de muñeca controlados en la mano del arco, a menudo enmascarados o mejorados con el vibrato. Este estilo de tocar legato también puede estar asociado con el uso del portamento.
En este tipo de instrumentos, cuando en cada nota se cambia la dirección del arco, las notas suenan separadas y, por tanto, se habla de notas separadas.

### En la guitarra
En la música para guitarra (aparte de la guitarra clásica) el legato se utiliza indistintamente como un término para designar tanto la articulación musical como una aplicación particular de la técnica de tocar las frases musicales, sobre todo los hammer-ons o pull-offs, en lugar del punteado. Esta indicación significa que las notas deben interpretarse sin pulsar las cuerdas individuales, es decir, mediante hammer-ons y pull-offs.
La técnica para obtener la articulación legato en la guitarra eléctrica habitualmente requerirá ejecutar las notas que estén cerca y en la misma cuerda, siguiendo la primera nota con otras que se tocan con las técnicas que acabamos de mencionar. No obstante, algunos virtuosos de la guitarra (en particular, Allan Holdsworth, Shawn Lane y Dave Murray) desarrollaron su técnica del legato de tal forma que se podrían interpretar pasajes muy complejos que incluyesen cualquier permutación numérica de notas en una cuerda en tempos extremos. En el caso de Holdsworth, demuestran una tendencia a evitar totalmente los pull-offs, considerando su efecto perjudicial sobre el tono de la guitarra al tirar de la cuerda ligeramente hacia los lados. 
Aunque sus orígenes no son claros, el término hammer-ons from nowhere ("hammer-ons de la nada") se emplea comúnmente para designar el acto de cruzar las cuerdas y depender exclusivamente de la fuerza de la mano de los trastes para producir una nota. A veces, cuando hay muchos hammer-ons y pull-offs juntos, también se les llama coloquialmente rolls, en referencia al sonido fluido de la técnica. Una serie rápida de hammer-ons y pull-offs únicamente entre dos notas se llama trino. 
Cuando se interpreta el legato en guitarra, es común que el músico toque más notas en un pulso que el tiempo establecido, es decir, tocando cinco notas (un cinquillo) o siete notas (un septillo) contra una negra, en lugar del número habitual, un dosillo o un tresillo. Esto proporciona una medida inusual al pasaje y cuando se toca lento un sonido inusual.
Sin embargo, es menos perceptible para el oído cuando se toca rápido, como suele serlo el legato. Hay una línea muy fina de diferencia entre el legato y el tapping con los dedos de ambas manos, lo que, en algunos casos, hace que las dos técnicas sean más difíciles de distinguir de oído. En general, el legato se usa para aportar un sonido más fluido y suave al pasaje que se está interpretando.

### En el piano
En la música para piano, el legato se produce al no levantar el dedo de la tecla hasta que otro dedo haya pulsado la tecla correspondiente a la siguiente nota. 

### En los sintetizadores
El legato, en los sintetizadores, es un tipo de operación monofónica. En contraste con el típico modo monofónico, en el que cada nueva nota rearticula el sonido mediante el reinicio de los generadores de envolventes, en modo legato las envolventes no se reactivan si la nueva nota se toca legato, en cuyo caso la nota anterior sigue siendo presionada. Esto provoca que el transitorio o transiente inicial de las fases de ataque y de caída suene solo una vez en toda una secuencia de notas en legato. Las envolventes que llegan a la fase de sostenimiento permanecen allí hasta que la última nota se libera.